# HD 154857 b
إتش دي 154857 بي (بالإنجليزية: HD 154857 b)‏ الذي يرمز له بالرمز HD 154857b، هو كوكب خارج المجموعة الشمسية، في كوكبة المجمرة، يتبع HD 154857 ‏.

## الاكتشاف
اكتشف في 2004، وكانت طريقة الاكتشاف سرعة شعاعية.